# Estrada Velha de Campinas
A Estrada Velha de Campinas é uma rodovia radial do estado de São Paulo e um dos trechos da SP-332, administrada pelo Departamento de Estradas de Rodagem do Estado de São Paulo (DER-SP). É conhecida por seu trajeto fazer a ligação original entre São Paulo e Campinas.

## Denominações
Recebe as seguintes denominações em seu trajeto:
- Nome:  Presidente Tancredo de Almeida Neves  De - até:  Caieiras - Jundiaí
- Nome:  Geraldo Dias, Vereador  De - até:  Jundiaí - Valinhos
- Nome:  Visconde de Porto Seguro  De - até:  Valinhos - Campinas

## Descrição
Sua construção foi iniciada por Washington Luís, governador de São Paulo de 1920 a 1924 que utilizou presidiários na sua construção, de acordo com uma lei estadual que ele conseguira a aprovação em 1913 quando era deputado estadual (Lei estadual nº 1.406 de 1913).
Hoje, grande parte do seu traçado foi pulverizado por avenidas e ruas das cidades onde passa. Ao longo de seu traçado, entre a capital paulista e a cidade de Campinas, recebe diversos nomes oficiais.
Possui traçado de pista simples e hoje é utilizada quase que exclusivamente para acesso às cidades lindeiras, pois quando seu limite foi alcançado, no final da década de 50, foi construída uma estrada de maior capacidade para a ligação de Campinas à capital paulista, a Rodovia Anhanguera. Ainda assim há quem opte pela SP-332 para evitar os altos pedágios do sistema Anhanguera-Bandeirantes.

## Características

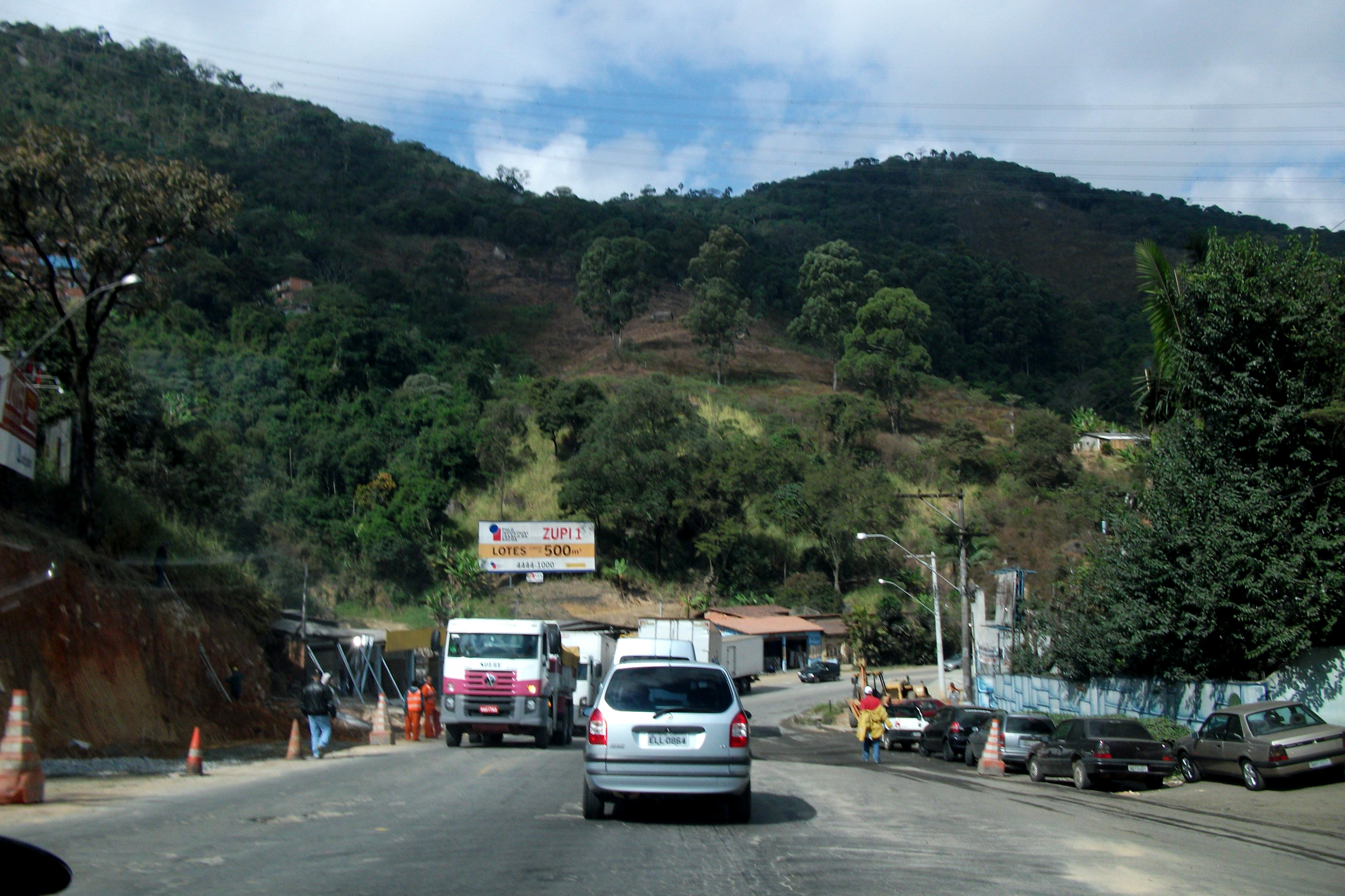
Trecho da SP-332 em Caieiras.

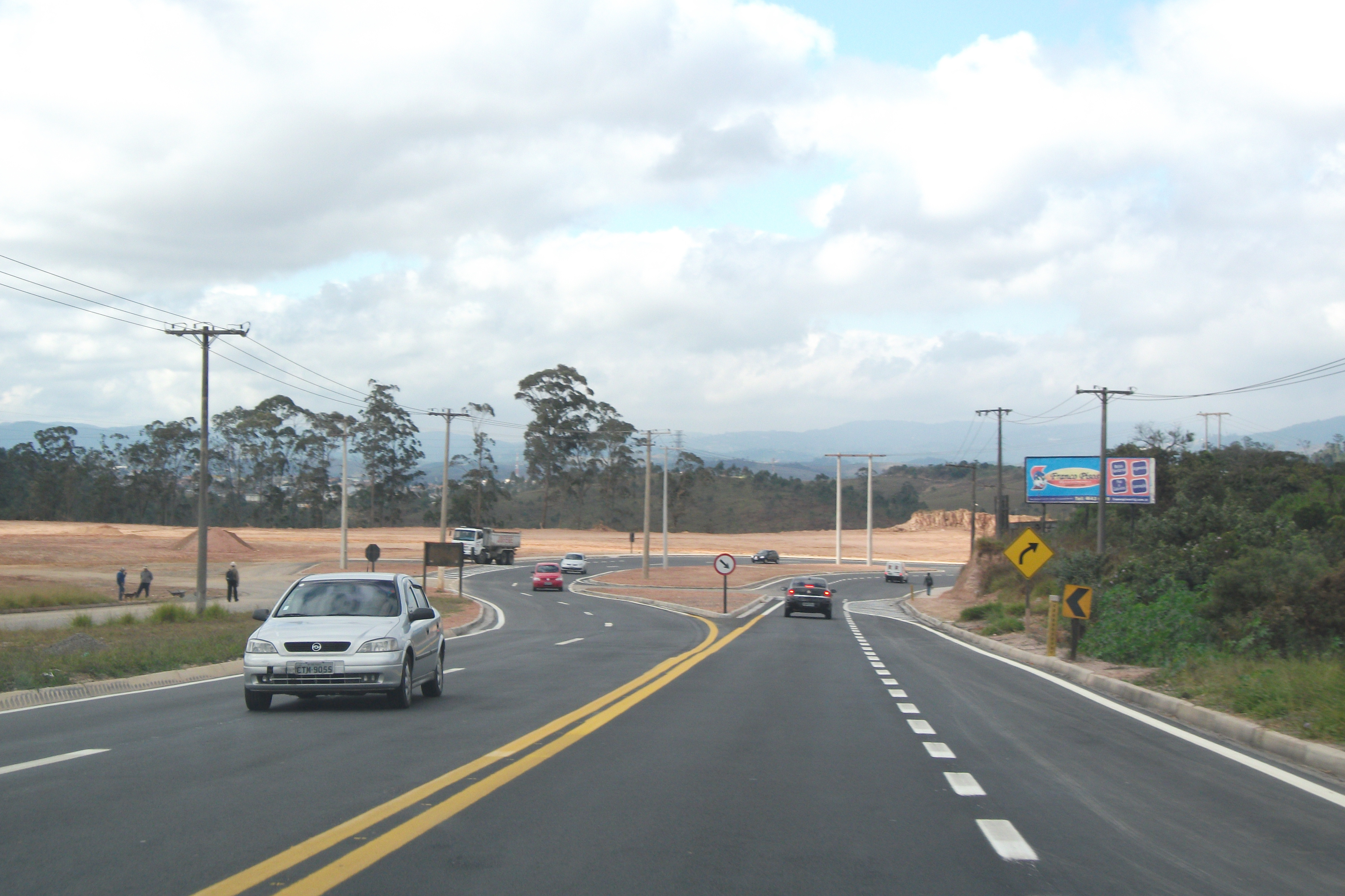
Trecho da SP-332 em Franco da Rocha.

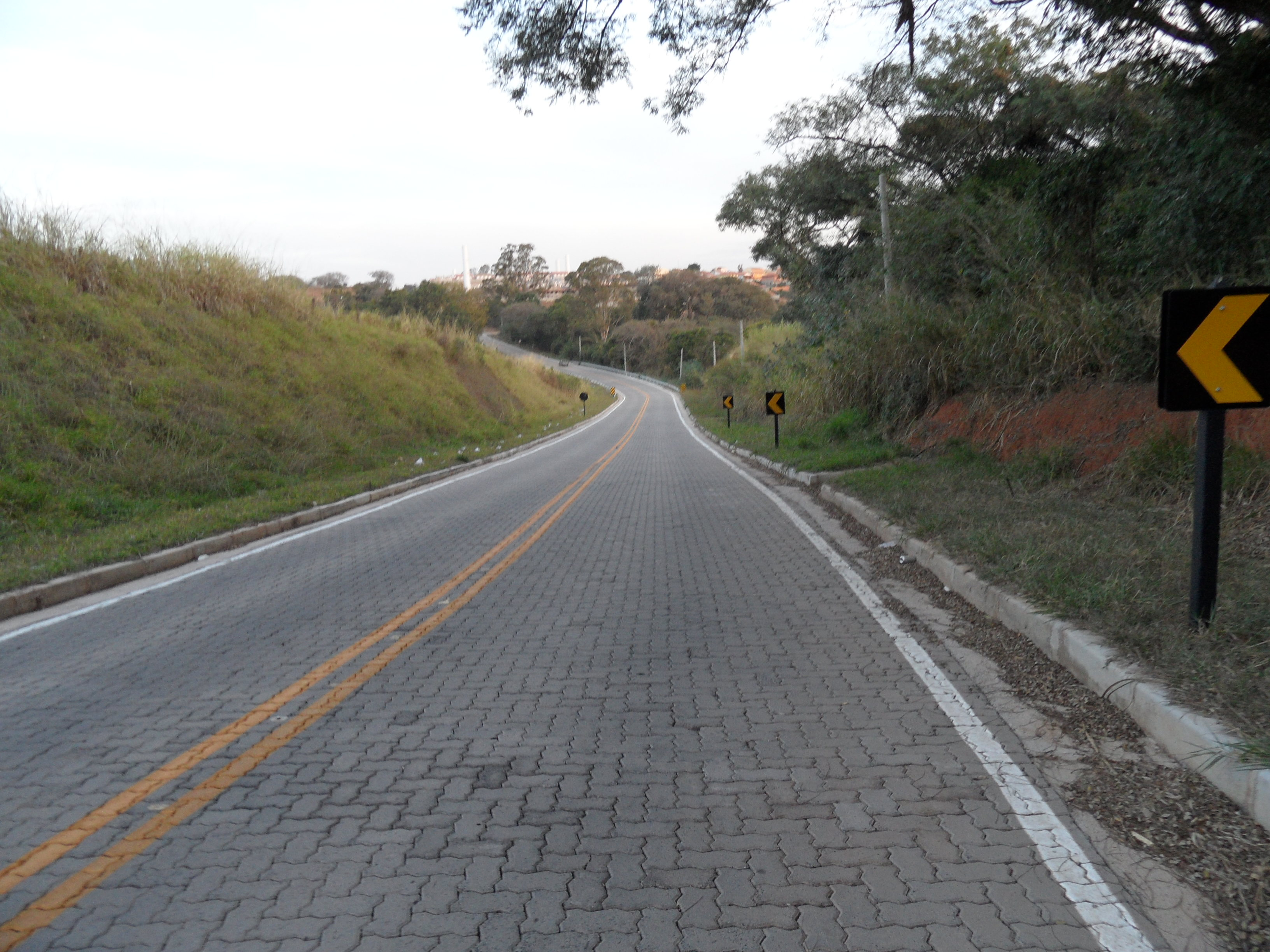
Trecho da SP-332 em Campinas.

### Relato descritivo rodoviário
- Km 10 - Início na Av. Raimundo Pereira de Magalhães  no pontilhão da antiga Estrada de Ferro Sorocabana defronte a Rua Gago Coutinho na Vila Anastácio no bairro da Lapa em São Paulo
- Km 27,5 - Acesso ao Rodoanel Mário Covas (Ligação com o km 24 da Via Anhanguera)
- Km 28 - Fim da administração da Prefeitura de São Paulo e início da administração do DER-SP
- Km 28 - Mudança de nomenclatura para Rodovia Tancredo de Almeida Neves
- Km 34 - Acesso a Caieiras
- Km 37,3 - Acesso a Franco da Rocha
- Km 37,3 - Acesso à SP-023, (Ligação com a Rod. Fernão Dias)
- Km 42 - Acesso a Francisco Morato
- Km 48 - Acesso a SP-354 (Ligação com o km 38 da Via Anhanguera) - Acesso a Cajamar, Campo Limpo Paulista, Jarinu e Rodovia Dom Pedro (SP-65)
- Km 53 - Acesso a Várzea Paulista
- Km 61 - Acesso às Av. Samuel Martins e Av. Pirassununga, Jundiaí
- Km 62 - Fim da administração do DER-SP e início da administração da Prefeitura de Jundiaí
- Km 65 - Mudança de nomenclatura para Rodovia Vereador Geraldo Dias
- Km 65 - Fim da administração da Prefeitura de Jundiaí e início da administração do DER-SP
- Km 65 - Continuação do traçado no trevo da Praça da Cultura, Jundiaí
- Km 67 - Acesso à Rodovia João Cereser (Ligação com o km 61 da Via Anhanguera)
- Km 77 - Acesso a Louveira
- Km 77 - Acesso à SP-63 (Ligação com o km 71 da Via Anhanguera)
- Km 80 - Trecho conhecido como Estrada da Boiada
- km 85 - Acesso a Vinhedo
- km 85 - Acesso à SP-324 (Ligação com o km 75 da Via Anhanguera)
- km 85 - Mudança de nomenclatura para Rodovia Visconde de Porto Seguro
- Km 91 - Acesso a Valinhos e à Rod. Comendador Guilherme Mamprim
- Km 94 - Acesso ao Colégio Porto Seguro (unidade II)
- Km 96 - Transposição da rodovia Magalhães Teixeira, sem acesso
- Km 97 - Trecho conhecido como Estrada da Coudelaria
- Km 98 - Acesso à Rua Maestro Eliseu Narciso, Pq. Jambeiro (Ligação com o km 89 da Via Anhanguera)
- Km 100 - Término no acesso a Campinas (Av. Washington Luiz, Parque Prado), sendo que o trajeto desta avenida é sobre o antigo traçado da Estrada até a Avenida do Ipiranga.

### Obras
No final de 2008, tiveram início as obras de pavimentação dos trechos de terra da SP-332 entre Vinhedo e Campinas, conhecidas como Estrada da Boiada e Coudelaria. Em Maio de 2009, as obras tiveram que ser paralisadas pelas Justiças de Valinhos e Campinas, por que o DER não tinha Licença Ambiental para realizar as obras e a Justiça acusava o DER de que as obras estavam causando o assoreamento dos córregos, e o motivo da paralisação foi por causa de uma árvore nativa da região que estava condenada pelas obras.
Foi então que surgiu a denúncia ao MP (Ministério Publico) de uma moradora local e através desta denúncia o órgão entrou com liminar para que as obras fossem paralisadas até que a licença do EIA-Rima (Licença Ambiental) fosse apresentada. A Justiça embargou as obras e o DER foi multado por danos ambientais. Foi então selado um acordo entre a Justiça e o DER em Setembro de 2009, autorizando a retomada das obras, e a Justiça exigiu que o DER também construísse ao longo da rodovia calçadas, ciclovias, projeto paisagístico e instalasse radares de controle de velocidade. 
As obras só foram retomadas no inicio de 2010, pela mesma construtora G&F que estava trabalhando antes do embargo pela justiça, em ritmo lento pela falta de maquinário e operários que tinham sido deslocados para outras obras, e somente em abril de 2010 foram retomadas a todo vapor. Havia previsão inicial de que entre julho e setembro de 2010, o restante dos trechos da SP-332 entre Vinhedo, Valinhos e Campinas, estivessem recuperados e asfaltados.